# August Grisebach
August Heinrich Rudolf Grisebach va ser un botànic alemany, el primer a proposar el nom de regió botànica mediterrània. Va néixer a Hannover el 17 d'abril de 1814, i morí a Göttingen el 9 de maig de 1879.
Es graduà en medicina per la Universitat de Berlín l'any 1836. Va fer expedicions a la Provença. Turquia, els Balcans i Noruega. Va ser nomenat professor del jardí botànic de Göttingen l'any 1875.
Estudià especialment la fitogeografia i les famílies botàniques Gentianaceae i Malpighiaceae.
Gran part de les espècies que va recollir es troben a l'herbari de la Universitat de Göttingen.

## Obra
- Die Vegetation der Erde nach Ihrer Klimatischen Anordnung (La vegetació de la Terra després de la millora del clima), 1872 (1st Edition), 1884 (2nd Edition).
- Flora of the British West Indian Islands, Lovell Reeve & Co., London, 1864